# Bart Latuheru
Barnabas Anthony Peter „Bart“ Latuheru (* 8. November 1965 in Capelle aan den IJssel) ist ein niederländischer ehemaliger Fußballspieler, der als Profi unter anderem für Vitesse aus Arnheim, AZ aus Alkmaar und NEC aus Nijmegen spielte. Außerdem machte der Stürmer ein Länderspiel für die Niederländische Nationalmannschaft.

## Vereinskarriere
Latuheru, dessen Vorfahren von den Molukken stammen, begann seine Laufbahn in der Jugend bei der CVV Zwervers in seiner Heimatstadt Capelle. Er wechselte ins benachbarte Rotterdam, zunächst zu Sparta, dann zu Xerxes und letztlich zur SBV Excelsior, wo er mit 19 Jahren sein Profidebüt in der Eredivisie gab. Am 18. August 1985 wurde er im Stadion Woudestein beim 2:3 gegen Ajax Amsterdam in der 59. Minute für André Wasiman eingewechselt. Er etablierte sich im Laufe der Saison auf der rechten Angriffsseite und im rechten Mittelfeld. Sein erstes Tor in der Ehrendivision erzielte er in der folgenden Spielzeit am 29. Oktober 1986 beim 1:1 gegen Roda JC. Am Ende der Saison 1986/87 stiegen die Rotterdamer in die Eerste Divisie ab. Latuheru blieb jedoch auch in der zweiten Liga noch zwei Jahre bei Excelsior, ehe er 1989 zu Vitesse Arnheim wieder in die Ehrendivision zurückkehrte. 
Die Arnheimer waren nach neun Jahren in der Zweitklassigkeit gerade aufgestiegen, und auch dank Latuheru konnten sie schon in der Aufstiegssaison 1989/90 als Vierter einen Platz im UEFA-Pokal erreichen. In den folgenden Jahren konnte Vitesse sich mit Latuheru in der Spitze – einmal auf Platz fünf und weitere drei Male auf dem vierten Platz – etablieren und bis 1994 jede Saison für den UEFA-Cup qualifizieren. Latuheru blieb bis zur Winterpause 1995/96 in Arnheim, um zur Rückrunde zum Zweitligisten AZ nach Alkmaar zu wechseln, mit dem er in die Eredivisie auf- und eine Saison später wieder abstieg. Nach einer erneuten halben Spielzeit in der Zweitklassigkeit ging er zum NEC nach Nimwegen, der sich, nachdem er 1996 und 1997 zweimal erst in der Nacompetitie, der Relegationsrunde, den Abstieg verhindert hatte, mit Latuheru im Mittelfeld der Ehrendivision festsetzen konnte. In Nimwegen blieb er viereinhalb Jahre, ehe er 2002 seine Profilaufbahn nach 492 Ligaspielen im bezahlten Fußball beendete. Anschließend spielte er noch im Amateurbereich; zunächst bei Delta Sport Vlaardingen, danach kehrte er zurück zu Xerxes und spielte schließlich bei Neptunus in Rotterdam.

### Stationen
als Profifußballer:
- Excelsior Rotterdam (1985–1989; Eredivisie 50 Einsätze/ein Tor; Eerste divisie 68/11)
- Vitesse Arnheim (1989–1995; Eredivisie 191/28, UEFA-Pokal 15/2[3])
- AZ Alkmaar (1996–1997; Eredivisie 33/0; Eerste divisie 14/1)
- N.E.C. (1998–2002; Eredivisie 136/7)

## Nationalmannschaft
Latuheru kam am 20. Dezember 1989 gegen Brasilien unter Bondscoach Thijs Libregts zu seinem einzigen Länderspieleinsatz. Anlass des Freundschaftsspiels war das 100-jährige Bestehen des KNVB. Da viele Stammspieler wie Ruud Gullit, Marco van Basten und Frank Rijkaard absagten, berief Bondscoach Thijs Libregts einige Spieler in den Kader, die noch keine Länderspielerfahrung hatten. So debütierte Latuheru ebenso in der Startelf wie sein Arnheimer Vereinskamerad Edward Sturing und der Volendamer Frank Berghuis; Martin Laamers, der in dieser Zeit mit Sturing und Latuheru die rechte Flanke von Vitesse bildete, kam nach der Pause ebenfalls zu seinem ersten Einsatz im Oranje-Trikot. Im Gegensatz zu den Niederländern war Brasilien mit der besten Elf angetreten. Dennoch konnte die Elftal das Spiel unter Leitung des deutschen Schiedsrichters Werner Föckler lange offenhalten; in der 55. Minute erzielte Careca allerdings das 1:0 zum Sieg der Brasilianer. Für beide Flügelstürmer der Startformation neben Wim Kieft, Berghuis und Latuheru, blieb es der einzige Einsatz in der A-Nationalmannschaft.

## Nach der aktiven Zeit
Latuheru ist einer der wenigen Profis seiner Generation, die dem Fußball beruflich den Rücken gekehrt haben. Er arbeitete zunächst für eine Versicherung. Später übernahm er mit zwei Kompagnons ein Unternehmen für Messebau, beliefert Messen und Kongresse. „Ich hatte nie die Ambition, Trainer zu werden“, sagte er 2010 in einem Interview. Auch Scout wäre nicht infrage gekommen, „das wollte ich meinem Sohn und meiner Tochter nicht antun, weil ich deren Aufwachsen in den ersten Lebensjahren begleiten wollte.“